# 金魏文
金魏文（?—?），訓入公主的子，新罗宗室，追封興平王，新罗第38任国王元圣王金敬信的祖父，新罗第17任国王奈勿王十世孫。

## 生平
金魏文是金義寬之子，金法宣之孙。聖德王十一年（712年）三月，以伊湌金魏文爲中侍。聖德王十二年（713年）十月, 中侍金魏文請老，聖德王听從。金義寬官至伊湌（匝干）。其子金孝讓，金孝讓之子金敬信。宣德王六年（785年），宣德王去世，金敬信即位为元圣王。二月，元圣王追封高祖金法宣爲玄聖大王，曾祖金義寬爲神英大王，祖父金魏文爲興平大王，父亲一吉湌孝讓爲明德大王。

## 家族

### 父亲
- 追尊神英王金義寬

### 夫人
- 興吉王后金氏，生子金孝讓